# Johan Adriaan Herman Coops
Johan Adriaan Herman Coops (Den Helder, 9 januari 1894 - Apeldoorn, 25 september 1937) was een Nederlands jurist en politicus. 
Coops was een zoon van de ambtenaar Jan Bernat Coops en de onderwijzeres Mathilda Maria Cornelia Posthuma, en stamde uit het patriciërsgeslacht Coops. Na de Hogereburgerschool in Zaandam studeerde hij van 1913 tot 1918 rechtswetenschappen aan de Gemeentelijke Universiteit van Amsterdam (Universiteit van Amsterdam). Hierna was hij een jaartje bestuurssecretaris bij een garenfabrikant (1918-1919) en werd hij procureur en advocaat te 's-Gravenhage (1919-1926) en Apeldoorn (vanaf 1926, tevens kantonrechter-plaatsvervanger). In 1927 verscheen het studieboek "Het Nederlandsche procesrecht" van zijn hand.
Vanaf 1927 was Coops actief binnen de Liberale Staatspartij "De Vrijheidsbond" - eerst lokaal, vervolgens landelijk als bestuurslid. Van 1931 tot 1935 was hij gemeenteraadslid en wethouder (financiën) in Apeldoorn, waarna hij als liberaal in de Tweede Kamer der Staten-Generaal werd gekozen. In de Kamer hield Coops zich vooral bezig met justitie en onderwijs. In 1937 was hij nogmaals herkiesbaar, maar werd hij uiteindelijk niet opnieuw gekozen. 
Coops was ook maatschappelijk-politiek actief als secretaris van de Nederlandse Unie voor Vrouwenbelangen en was in 1934 voorzitter van een stembureau in het Protectoraat Saarland, sinds 1920 onder bestuur van de Volkenbond, over de vraag of deze zich zou aansluiten bij Duitsland. 
Coops trouwde in 1918 in Warnsveld met Johanna Theodora van 't Hoff, een huwelijk dat acht jaar later weer ontbonden werd. In 1929 trouwde hij nogmaals, in Londen, ditmaal met Susanne Josine van Gelder. Na zijn overlijden (volgend op een lang ziekbed) in 1937 werd het stoffelijk overschot van Coops, lid van de Nederlandsche Vereeniging voor facultatieve lijkverbranding, gecremeerd.
- Biografisch Portaal: 15308493
- Gemeinsame Normdatei: 1310618615
- International Standard Name Identifier: 0000 0003 9135 2687
- Library of Congress Control Number: no2013018694
- Nederlandse Thesaurus van Auteursnamen: 068251335
- Parlement.com: vg09lkzax7z8
- Virtual International Authority File: 285151481
- WorldCat: E39PBJm4TfKMkQpmggybmyWdQq